# Tenerife Challenger II 2024
Il Tenerife Challenger II 2024 è stato un torneo maschile tennis professionistico. È stata la 6ª edizione del torneo, facente parte della categoria Challenger 75 nell'ambito dell'ATP Challenger Tour 2024, con un montepremi di 73 000 €. Si è giocato dal 19 al 25 febbraio 2024 sui campi in cemento dell'Abama Tennis Academy di Guía de Isora, in Spagna.

## Partecipanti

### Teste di serie
| Nazionalità | Giocatore                     | Ranking* | Testa di serie |
| ----------- | ----------------------------- | -------- | -------------- |
| Ungheria    | Zsombor Piros                 | 128      | 1              |
| Paesi Bassi | Jesper de Jong                | 141      | 2              |
| Spagna      | Pablo Llamas Ruiz             | 147      | 3              |
| Austria     | Filip Misolic                 | 162      | 4              |
| Italia      | Matteo Gigante                | 183      | 5              |
|             | Il'ja Ivaška                  | 186      | 6              |
| Argentina   | Santiago Fa Rodríguez Taverna | 196      | 7              |
| Italia      | Franco Agamenone              | 205      | 8              |

* Ranking al 12 febbraio 2024.

### Altri partecipanti
I seguenti giocatori hanno ricevuto una wild card per il tabellone principale:
- Martín Landaluce
- Nikolás Sánchez Izquierdo
- Richard Zusman

I seguenti giocatori sono entrati in tabellone come alternate:
- Mitchell Krueger
- Henrique Rocha

I seguenti giocatori sono passati dalle qualificazioni:
- Adrian Andreev
- August Holmgren
- Giovanni Fonio
- David Jordà Sanchis
- Raul Brancaccio
- Steven Diez

I seguenti giocatori sono entrati in tabellone come lucky loser:
- Salvatore Caruso
- Daniel Michalski

## Punti e montepremi
| Torneo    | Torneo              | V     | F     | SF    | QF    | 2T    | 1T  | Q | Q2  | Q1  |
| Singolare | Punti               | 75    | 44    | 22    | 12    | 6     | 0   | 4 | 2   | 0   |
| Singolare | Premi in denaro (€) | 9,880 | 5,820 | 3,450 | 2,000 | 1,165 | 720 | – | 360 | 185 |
| Doppio    | Punti               | 75    | 44    | 22    | 12    | –     | 0   | – | –   | –   |
| Doppio    | Premi in denaro (€) | 4,250 | 2,450 | 1,480 | 880   | –     | 500 | – | –   | –   |

## Campioni

### Singolare
Matteo Gigante ha sconfitto in finale  Stefano Travaglia con il punteggio di 6–2, 6–4.

### Doppio
Petr Nouza /  Patrik Rikl hanno sconfitto in finale  Sander Arends /  Sem Verbeek con il punteggio di 6–4, 4–6, [11–9].